# Котов, Александр Михайлович (партийный деятель)
Александр Михайлович Котов (24 января 1925 — 1 июля 2013) — советский хозяйственный, государственный и политический деятель, первый заместитель Председателя Совета Министров Татарской АССР. Депутат Верховного Совета РСФСР 9-го созыва.

## Биография
Родился 24 января 1925 года в деревне Крутовец Серебрянопрудского района Московской области. В 1942 году, в тяжёлые годы Великой Отечественной войны, в возрасте семнадцати лет, подростком он начал свою трудовую деятельность на авиационном заводе имени С.П.Горбунова. Стал работать токарем.
Завершив обучение в Казанском авиационном техникуме стал трудиться  старшим контролером Казанского моторостроительного завода. В 1956 году получил диплом о высшем образовании Казанского авиационного института. 
С 1956 по 1960 годы трудился в должности инженера-конструктора в Казанском моторостроительном проектном бюро. Позже был назначен начальником конструкторской бригады. В 1961 году коллектив его избрал на должность председателя профкома Казанского моторостроительного проектного бюро. 
С 1961 по 1971 годы Александр Михайлович работал вторым, затем первым секретарем Ленинского райкома КПСС города Казани. Позже был назначен вторым секретарем Казанского горкома КПСС. 
С 1971 по 1985 годы работал в должности заместителя Председателя Совета Министров Татарской АССР, из которых более семи лет занимал пост первого заместителя Председателя Совета Министров Татарской АССР. 
Избирался депутатом Верховного Совета РСФСР 9-го созыва и депутатом Верховного Совета Татарской АССР.
Проживал в Казани. Умер после тяжелой и продолжительной болезни 1 июля 2013 года.

## Награды
За трудовые успехи удостоен:
- два ордена Трудового Красного Знамени,
- Орден Знак Почёта,
- Почётная грамота Президиума Верховного Совета РСФСР,
- другие медали.
- Почётная грамота Президиума Верховного Совета Татарской АССР.
- Благодарственным письмом Президента Республики Татарстан.